# Gregorio Matallana
Gregorio Matallana Revuelta (Berrueces, Valladolid, 1883-Madrid, 1932) fue un perito agrícola y periodista español, condecorado con la Medalla de la Orden del Mérito Agrario, Pesquero y Alimentario. 

## Biografía

### Carrera
Después de obtener el título de perito agrícola en Madrid, ingresó en el cuerpo de Ayudantes del Servicio agronómico y fue destinado a la Granja Experimental y Estación Agronómica de Palencia. A principios de la década de 1920, se trasladó a Madrid donde fue presidente de la «Asociación de Ayudantes del Servicio Agronómico» que convirtió en «Asociación de Peritos Agrícolas del Estado» y presidente de la Caja de Socorros Mutuos de los Ayudantes del Servicio Agronómico Nacional. 
Fue director de la prestigiosa revista agrícola El progreso agrícola y pecuario. Además fue asesor de la Asociación de Ganaderos del Reino, que le encargó la organización y la docencia de diversos «cursos prácticos» de agricultura celebrados en su sede de la Real Casa de Campo de Madrid.
A lo largo de su vida escribió numerosos trabajos sobre técnica agrícola y ganadera así como sobre las necesidades políticas y sociales del campo español. Publicó más de doscientos artículos en periódicos y en revistas profesionales, principalmente en revistas profesionales, como El Progreso Agrícola y Pecuario, La Industria Pecuaria, así como en diarios regionales tales como El Día de Palencia o El Diario Palentino. Además publicó más de veinte obras sobre agronomía, tanto técnicas cómo divulgativas.

### Familia
Se casó con Gertudis Ventura Martínez-Puertas y tuvo cuatro hijos: Santiago (ingeniero agrónomo), Juan (perito agrícola y técnico bromatólogo), María Carmen (licenciada en Farmacia) y Luis (perito agrícola y licenciado en Farmacia).

## Obras
- Ensayos sobre la fabricación del queso (1910, Palencia, Granja Agrícola Regional de Palencia, 141 p.).
- Labor de dos pares de mulas en Berrueces de Campos. En: Cascón,J., Monografías de cultivos en la región agronómica de la Granja-Escuela Práctica Agrícola de Palencia, Asociación de Agricultores de España, 44-50,(1910, Madrid).
- El cultivo de maíz en la montaña (1914, Santander, Liga de Contribuyentes de Santander,58 p.).
- La oveja churra de tierra de campos (1915, Madrid).
- El Viñedo, Conferencia dada en Paredes de Nava (1919, Palencia).
- Las Ovejas y el queso, Conferencia dada en Becerril de Campos (1920, Palencia).
- El barbecho y sus labores (1921, Catecismos del agricultor y del ganadero, Madrid).
- Los Riegos en la Provincia de Palencia (1922, Palencia).
- Conferencia dada en Baltanás (1922, Palencia).
- Conferencia dada en Osorno (1922, Palencia).
- Essais de culture du Blé en Castille (1923, XIe. Congrés International d´Agriculture, 22 au 28 mai 1923. Iléme. Section, tomo I, París, pp. 97-103).
- La leche y productos derivados (1923, Trabajo premiado en los juegos florales de Palencia, Palencia).
- Medios para intensificar y armonizar la producción agrícola (1923, Trabajo premiado en los juegos florales de Palencia, Palencia).
- El cultivo de secano en la provincia de Palencia (1923, Palencia).
- Medios para intensificar y armonizar la producción agrícola. (1923, Palencia).
- Leche, queso y manteca. Estadística de la Producción Española (1926, Madrid).
- Cursos prácticos de industrias lácteas, gallinicultura y apicultura (1927, Exma. Asociación de Ganaderos. Programa, Madrid, pp.13-22).
- Cursos Prácticos de Industrias Lácticas, Gallinicultura y Apicultura (1928, Exma. Asociación de Ganaderos, Madrid).
- La Cinta Colorada y el Estremecido o Hinchazón del Queso Manchego (1931, Madrid).
- Cursos prácticos de «Industrias Lácteas, Avicultura y Apicultura» por los profesores Gegrorio Matallana, Salvador Castelló y Teodoro José Trigo [reglamento y programa]. Asociación General de Ganaderos (1932, Ernesto Giménez Moreno, Madrid).
- El barbecho (1933, Catecismos del agricultor y del ganadero, Madrid, 30 p.).
- La oveja churra de tierra de campos (1935, Madrid).
- Conferencia sobre normas científicas que deben seguirse en la explotación de la tierra para obtener de ella el mayor rendimiento (s.f., Granja Escuela de Agricultura de Palencia, Palencia).